# Ksenija Sitnik

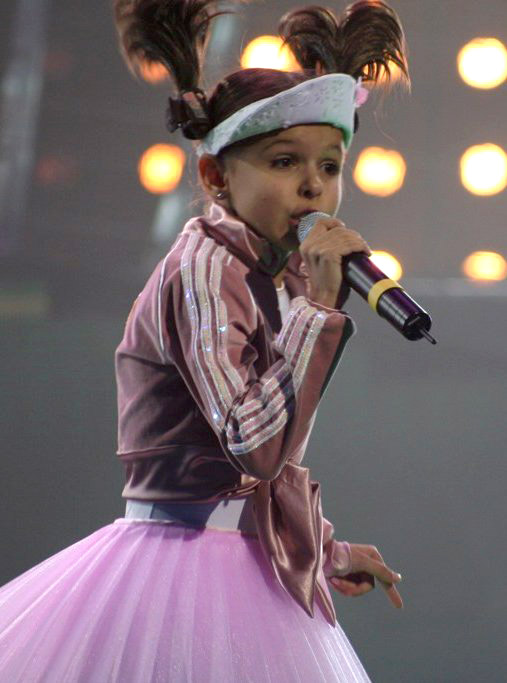
Sitnik beim Junior Eurovision Song Contest 2005

Ksenija Mikhailovna Sitnik, manchmal auch transliteriert als Ksenia Sitnik (belarussisch Ксенія Міхайлаўна Сітнік Ksienija Michajlaŭna Sitnik; * 15. Mai 1995 in Masyr, Belarus), ist eine belarussische Popsängerin. Sie gewann den Junior Eurovision Song Contest 2005 mit dem selbstgeschriebenen Lied My vmeste (Wir sind zusammen).

## Leben
Ksenija Sitnik wurde am 15. Mai 1995 in Masyr geboren. Ihre Mutter Svetlana Statsenko arbeitete als Leiterin eines Gesangstudios, ihr Vater Mikhail Sitnik ist Geschäftsmann. Ksenija hat eine ältere Schwester namens Nastya, die selbst an Kindergesangswettbewerben teilgenommen hat.
Bereits als Kind bekam Ksenija Unterricht an dem Gesangsstudio, dessen künstlerische Leiterin ihre Mutter war. In der Folge nahm sie an vielen Wettbewerben teil. Beim Goldenen Bienchen Festival in Klimawitschy erhielt sie 2004 ein Diplom ersten Grades. Im gleichen Jahr nahm sie auch beim Festival Falling Stars in Nowa Ruda in Polen teil. 2005 belegte Ksenija am Kinderwettbewerb beim Slavianski Bazaar Festival in Vitebsk den ersten Platz, wodurch sie Bekanntheit erlangte. Im gleichen Jahr nahm sie auch am The Star Light Festival in Sankt Petersburg teil.
Beim Junior Eurovision Song Contest 2005 repräsentierte Ksenija Sitnik Belarus mit ihrem Lied My vmeste. Mit 149 Punkten und nur drei Punkten Vorsprung vor dem Zweitplatzierten Antonio José ging sie als Gewinnerin hervor. Ein Jahr später wurde ihr Debütalbum, das ebenfalls My vmeste heißt, vorgestellt. Insgesamt produzierte Ksenija auch drei Musikvideos: 2006 zu Malenkiy Korablik („Kleines Schiff“), 2007 zu Prostaya Pesenka („Einfaches Lied“) und 2009 zu Non-stop.
Ksenija Sitnik besuchte ein Gymnasium in Minsk, wo sie 2013 den Abschluss machte, sowie die Minsker Musikschule. Bis Mai 2009 moderierte sie zudem eine Sendung im belarussischen Fernsehen. Am 15. Mai 2010 wurde zu ihrem 15. Geburtstag ihr zweites Album mit dem Titel Respublika Kseniya (Die Republik Ksenijas) vorgestellt.
2017 schloss Ksenija Sitnik ihr Journalismus-Studium in Prag mit einem Bachelor-Abschluss ab. Mittlerweile arbeitet sie als freiberufliche Journalistin und lebt in Prag.

## Diskografie
- My vmeste (2006)
- Respublika Kseniya (2010)